# دوباره می‌بینمت (ترانه تایلر، د کرییتور)
«دوباره می‌بینمت» (به انگلیسی: See You Again) ترانه‌ای ترانه‌ای به نویسندگی، تهیه‌کنندگی و ضبط‌شده توسط رپر آمریکایی تایلر، د کریتور به‌همراهٔ خوانندهٔ کلمبیایی-آمریکایی کالی اوچیس می‌باشد که در ۲۹ اوت سال ۲۰۱۷ به‌عنوان چهارمین تک‌آهنگ از چهارمین آلبوم استودیویی تایلر تحت عنوان پسر گل‌فروش (۲۰۱۷) منتشر گردید. همچنین این ترانه در آوریل سال ۲۰۲۳ در تیک‌تاک وایرال شد.